# 見野古墳群

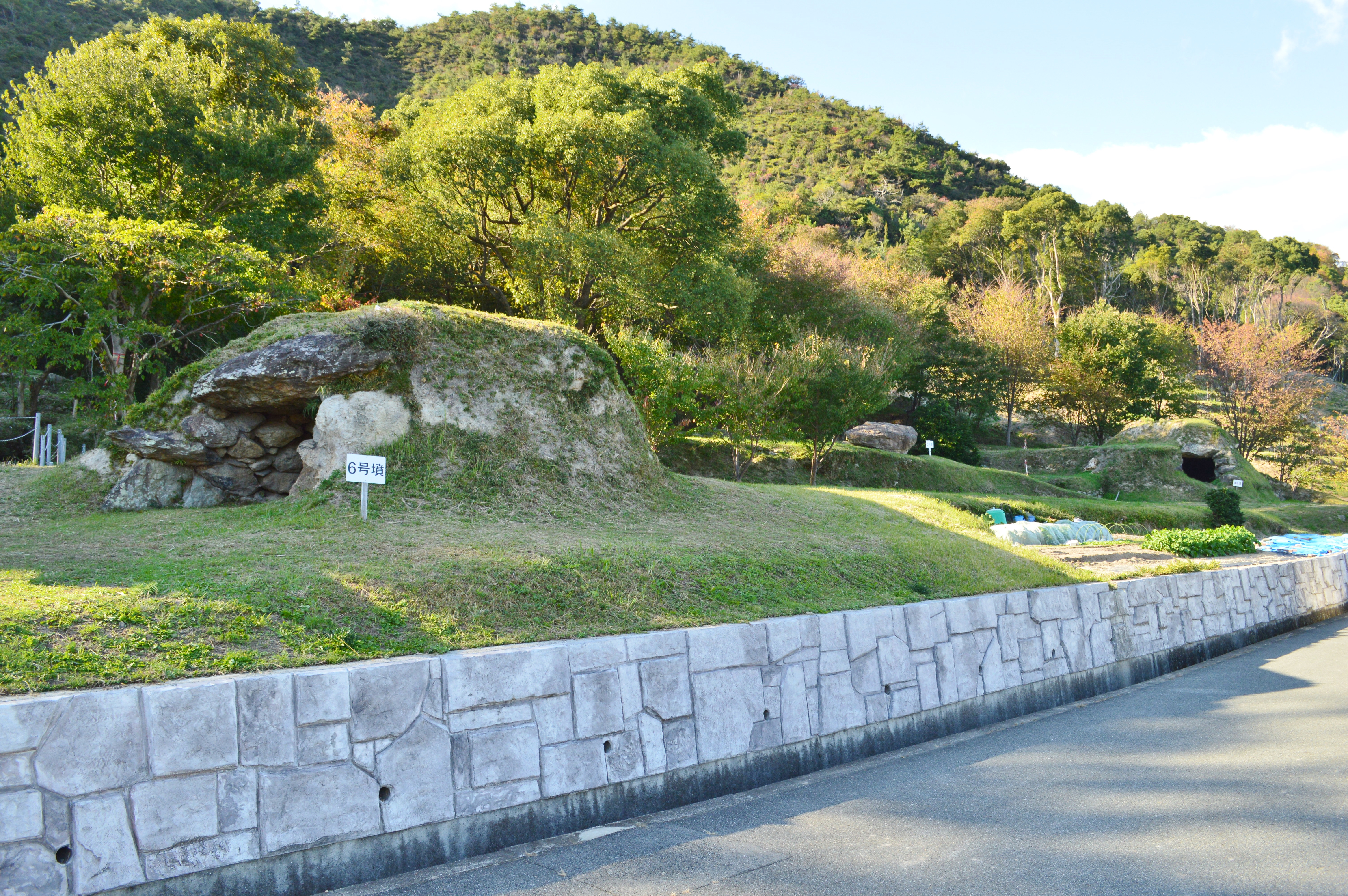
（左から）6号墳・5号墳・4号墳

見野古墳群（みのこふんぐん）は、兵庫県姫路市四郷町（しごうちょう）見野にある古墳群（群集墳）。4基が兵庫県指定史跡に、6基が姫路市指定史跡に指定されている。

## 概要
兵庫県南部、市川東岸の八家川流域の麻生山（小富士山）東麓に営造された古墳群である。現在までに13基が確認されている。一部は2005-2007年（平成17-19年）に発掘調査が実施されている。
構成古墳はいずれも埋葬施設を横穴式石室とし、比較的大型の石室である点に特色を示す。特に6号墳は墳丘1つに横穴式石室2基を有するという珍しい双室墳である。また10号墳では墳丘封土が失われて石室が露出しており、石舞台古墳（奈良県明日香村）を連想させる様子から「姫路の石舞台」と通称される。
この見野古墳群は、古墳時代後期-終末期の6世紀後半-7世紀頃の営造と推定される。石室形態の変遷を追うことを可能とする古墳群であるとともに、南東約650メートルでは白鳳寺院の見野廃寺跡が知られ、本古墳群の営造氏族との関連性が指摘される古墳群になる。
3・4・6・10号墳は2019年（平成31年）に兵庫県指定史跡に指定され、1・2・8・9・12・13号墳は2006年（平成18年）に姫路市指定史跡に指定されている。

## 遺跡歴
- 2005-2007年（平成17-19年）、発掘調査・測量調査（姫路市教育委員会・立命館大学、2009・2011年に報告書刊行）[1]。
- 2006年（平成18年）3月24日、1-4・6・8-10・12・13号墳（計10基）が姫路市指定史跡に指定[1]。
- 2019年（平成31年）3月12日、3・4・6・10号墳（計4基）が兵庫県指定史跡に指定[3][1]。

## 一覧
| 古墳名 | 画像 | 埋葬施設                                                                  | 築造時期    | 史跡指定       | 備考                                                         |
| ------ | ---- | ------------------------------------------------------------------------- | ----------- | -------------- | ------------------------------------------------------------ |
| 1号墳  |      | 横穴式石室                                                                |             | 姫路市指定史跡 |                                                              |
| 2号墳  |      | 横穴式石室                                                                |             | 姫路市指定史跡 |                                                              |
| 3号墳  |      | 左片袖式横穴式石室 （全長11.1m）                                          | 7c前半      | 兵庫県指定史跡 | 発掘調査で副葬品多数出土                                     |
| 4号墳  |      | 左片袖式横穴式石室 （全長9.4m以上）                                       |             | 兵庫県指定史跡 |                                                              |
| 5号墳  |      | 横穴式石室                                                                |             | なし           |                                                              |
| 6号墳  |      | 横穴式石室2基 （東石室：左片袖式で全長9.5m） （西石室：無袖式で全長8.5m） | 6c末-7c初頭 | 兵庫県指定史跡 | 1墳丘2石室（双室墳） 通称「夫婦塚」 発掘調査で副葬品多数出土 |
| 7号墳  |      | 横穴式石室                                                                |             | なし           |                                                              |
| 8号墳  |      | 横穴式石室                                                                |             | 姫路市指定史跡 |                                                              |
| 9号墳  |      | 横穴式石室                                                                |             | 姫路市指定史跡 |                                                              |
| 10号墳 |      | 横穴式石室 （全長10.86m）                                                 | 7c中葉      | 兵庫県指定史跡 | 通称「姫路の石舞台」                                         |
| 11号墳 |      | 横穴式石室                                                                |             | なし           |                                                              |
| 12号墳 |      | 横穴式石室                                                                |             | 姫路市指定史跡 |                                                              |
| 13号墳 |      | 横穴式石室                                                                |             | 姫路市指定史跡 |                                                              |

## 文化財

### 兵庫県指定文化財
- 史跡
  - 見野古墳群 - 3・4・6・10号墳（計4基）。2019年（平成31年）3月12日指定[3]。

### 姫路市指定文化財
- 史跡
  - 見野古墳群 - 1・2・8・9・12・13号墳（計6基：指定当時は1-4・6・8-10・12・13号墳の計10基）。2006年（平成18年）3月24日指定[1]。

## 周辺

見野廃寺跡

- 見野廃寺跡
- 見野長塚古墳

## 関連文献
（記事執筆に使用していない関連文献）
- 『姫路市史 第7巻 下（資料編 考古）』姫路市、2010年。
- 『姫路市見野古墳群発掘調査報告』姫路市教育委員会、2009年。
- 『姫路市見野古墳群発掘調査報告（立命館大学文学部学芸員課程研究報告 第13冊）』立命館大学文学部、2011年。